# Harmonies poétiques et religieuses
Le Harmonies poétiques et religieuses (Armonie Poetiche e Religiose) S.173,sono un ciclo di pezzi per pianoforte scritti da Franz Liszt a Woronińce (in Podolia) residenza di campagna della principessa Carolyne von Sayn-Wittgenstein fra il 1845 e il 1852.

## Brani
Le dieci composizioni che comprende questo ciclo sono:
1. Invocation (completato a Woronińce);
2. Ave Maria (trascrizione di un pezzo corale scritto nel 1846);
3. Bénédiction de Dieu dans la solitude (‘La benedizione di Dio nella solitudine’ completato a Woronińce);
4. Pensée des morts (‘In memoria dei morti,' revisione di un'altra piccola composizione);
5. Pater Noster (trascrizione di un pezzo corale scritto nel 1846);
6. Hymne de l'enfant à son réveil (‘Inno del bambino al suo risveglio’ trascrizione di un pezzo corale scritto nel 1846);
7. Funérailles (October 1849) (‘Funerale’);
8. Miserere, d'après Palestrina;
9. Le lampe du temple (‘La lampada del tempio’, Andante lagrimoso);
10. Cantique d'amour (‘Canto d'amore,' completato a Woronińce).